# Tribseer Straße 14 (Stralsund)

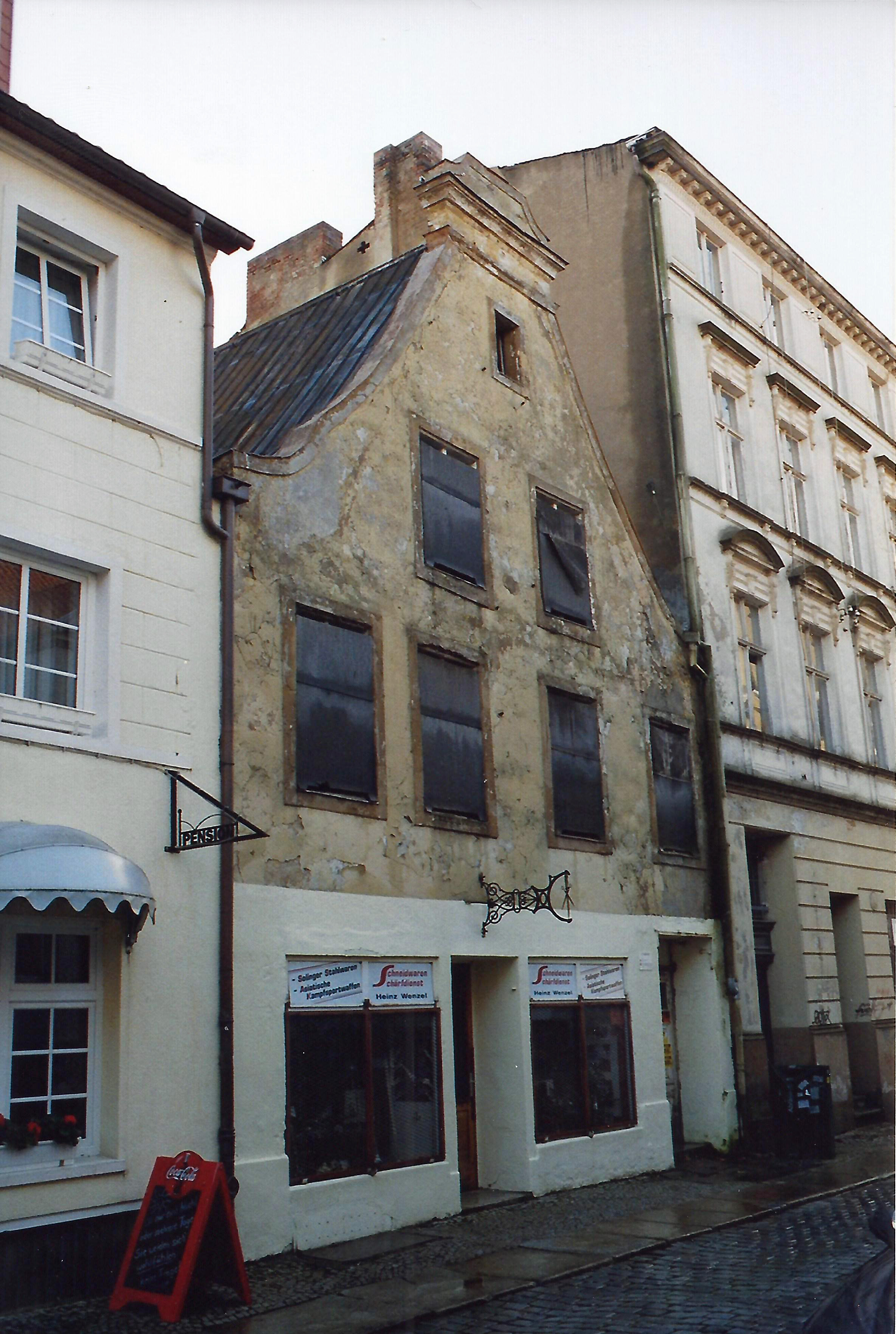
Tribseer Straße 14 (Stralsund), ca. 2004

Das Gebäude mit der postalischen Adresse Tribseer Straße 14 ist ein denkmalgeschütztes Bauwerk in der Tribseer Straße in Stralsund.
Der zweigeschossige Putzbau mit Schweifgiebel wurde in der zweiten Hälfte des 18. Jahrhunderts errichtet.
Die Fassade ist schlicht gestaltet. Der einfache Schweifgiebel läuft in einem bekrönenden Aufsatz aus.
Die Gebäuderückseite zeigt einen in Fachwerk gearbeiteten Giebel. Ein dreigeschossiger Kemladen ist angeschlossen.
Das Haus liegt im Kerngebiet des von der UNESCO als Weltkulturerbe anerkannten Stadtgebietes des Kulturgutes „Historische Altstädte Stralsund und Wismar“. In die Liste der Baudenkmale in Stralsund ist es mit der Nummer 751 eingetragen.